# NEW POP
『NEW POP』（ニュー・ポップ）は、日本のロックバンド・シュノーケルの5枚目のスタジオ・アルバムである。2018年6月6日にTURTLE RECORDSより発売された。
前作『popcorn labyrinth』から約1年ぶりのリリースで、2014年12月18日に活動再開してから3枚目のオリジナル・アルバム。ヴィジュアル・アートはKABA_3、その他イラストはhitomi umeyamaによるもの。

## 背景・リリース
当初、「架空の5組のバンドが2曲ずつ演奏しているアルバム」という趣旨のフェイク・オムニバス・アルバムとして制作されており、仮タイトルは「タブー」だった。この関係から従来の作品と異なりラップが多用されている。
レコーディングが中盤に差しかかり、フェイク・オムニバス・アルバムのデザインも進んでいた中、2017年の「Ressaca Friends 2017」に出演した際に、ブラジルの出版社「NewPOP」からテーマソングの制作を依頼された。バンドは「NEW POP」というワードの響きの良さから、同名の表記の異なる楽曲「NewPOP」を制作。これにより、「アルバムのタイトルも“NEW POP”でいいのでは？」と考えたことから、アルバムタイトルを変更して現行の作品へと変化した。後に西村は「フェイク・オムニバス・アルバムをやるなら、バンドごとにアーティスト写真やMVを作りたいと話していたけど、それはとてもお金がかかるなと。そう考えるとあの時に『NEW POP』に着地したのは、どこかでフェイク・オムニバス・アルバムという企画に無理があると思っていたのかもしれない。」と語っている。
本作には昨年発売されたシングル『いいじゃん/factor』の2曲の他、ブラジル関連の楽曲を含めた全16曲を収録。レコーディングには前作『popcorn labyrinth』同様、サポートメンバーを務める岡愛子がギター、つるうちはながピアノで参加している。
タワーレコードでの購入特典として、西村晋弥による弾き語り音源を収録したCD-Rが用意された。。
なお、本作よりベースの香葉村多望の名義が「KABA_3」となっている。

## 収録曲
| 全作曲: 西村晋弥、全編曲: シュノーケル。 |                              |          |            |      |
| #                                        | タイトル                     | 作詞     | 作曲・編曲 | 時間 |
| 1.                                       | 「どうすんのこれ」           | 西村晋弥 | 西村晋弥   | 3:52 |
| 2.                                       | 「NewPOP」(NEW POP Ver.)     | 西村晋弥 | 西村晋弥   | 3:17 |
| 3.                                       | 「取り憑くトリック」         | 西村晋弥 | 西村晋弥   | 4:45 |
| 4.                                       | 「♦」                        |          | 西村晋弥   | 0:40 |
| 5.                                       | 「パスカルの賭け」           | 西村晋弥 | 西村晋弥   | 3:19 |
| 6.                                       | 「C'MON C'MON」              | 西村晋弥 | 西村晋弥   | 5:30 |
| 7.                                       | 「♠」                        |          | 西村晋弥   | 1:09 |
| 8.                                       | 「たらればカレイドスコープ」 | 西村晋弥 | 西村晋弥   | 4:30 |
| 9.                                       | 「factor」(NEW POP Ver.)     | 西村晋弥 | 西村晋弥   | 4:29 |
| 10.                                      | 「♣」                        |          | 西村晋弥   | 0:32 |
| 11.                                      | 「爆発したい!!!!!」          | 西村晋弥 | 西村晋弥   | 2:44 |
| 12.                                      | 「ルーツの夜明け」           | 西村晋弥 | 西村晋弥   | 4:39 |
| 13.                                      | 「♥」                        |          | 西村晋弥   | 0:42 |
| 14.                                      | 「EXIT」                     | 西村晋弥 | 西村晋弥   | 3:36 |
| 15.                                      | 「Best Friends」             | 西村晋弥 | 西村晋弥   | 2:29 |
| 16.                                      | 「いいじゃん」               | 西村晋弥 | 西村晋弥   | 5:07 |
| 合計時間:                                | 合計時間:                    | 51:20    |            |      |

| 全作詞・作曲: 西村晋弥。 |                                  |          |            |      |
| #                        | タイトル                         | 作詞     | 作曲・編曲 | 時間 |
| 1.                       | 「どうすんのこれ」               | 西村晋弥 | 西村晋弥   | 2:29 |
| 2.                       | 「EXIT」                         | 西村晋弥 | 西村晋弥   | 3:58 |
| 3.                       | 「相棒」(未発表曲)               | 西村晋弥 | 西村晋弥   | 4:47 |
| 4.                       | 「誰かにもらった心臓」(未発表曲) | 西村晋弥 | 西村晋弥   | 2:00 |
| 合計時間:                | 合計時間:                        | 13:14    |            |      |

## 曲の解説
シングル曲については、該当する項目を参照。
1. どうすんのこれ
オープニング・ナンバー。アルバム制作の初期にできた楽曲[7]。
2. NewPOP 〜NEW POP Ver.〜
表題曲で、ブラジルにある翻訳出版社「NewPOP」のタイアップソング[2][4]。
ラップには同出版が取り扱っている漫画10作品のタイトルが織り込まれている。なお、本作に収録されている音源はアルバム用にアレンジし直された音源であるため、このような表記になっている[4]。
ミュージック・ビデオが制作されており、監督と編集をKABA_3が手がけた[8]。
3. 取り憑くトリック
本作では最後に制作されており、デモ音源が渡されたのも最後のレコーディング日から2日前である[7]。
4. ♦
インストゥルメンタル。
西村のコーラスとハマザキフツエによるリコーダーの演奏で構成される。
5. パスカルの賭け
6. C'MON C'MON
ギターのパートにおいて同じコードが繰り返されているが、これは編集によるものではなく実際に演奏したもの[5]。
7. ♠
インストゥルメンタル。
ボサノヴァ調のアレンジになっている。
8. たらればカレイドスコープ
歌詞に『天才バカボン』[注釈 2]と同作品に登場するバカボンのパパの口癖「これでいいのだ」が出てくる。
9. factor 〜NEW POP Ver.〜
10thシングル『いいじゃん/factor』の2曲目のアルバムバージョン。
シングル版に存在していた冒頭の山田によるカウントがカットされている。またシングル版ではフェード・アウトだが、アルバム・バージョンではフェード・アウトすることなく、最後まで演奏されている。
10. ♣
インストゥルメンタル。
エレクトロ調のアレンジになっている。
11. 爆発したい!!!!!
本作でピアノを担当しているつるうちはながコーラスも担当している。
12. ルーツの夜明け
ファンクや渋谷系を取り入れた楽曲[5]。歌詞に「カナダドライ」[注釈 2]と「アイアンマン」[注釈 3]が登場する。また、吉幾三の楽曲「俺ら東京さ行ぐだ」のオマージュが含まれている。
13. ♥
インストゥルメンタル。
西村と山田によるキーボードとハーモニカの演奏で構成される。
14. EXIT
15. Best Friends
南米のアニメコンベンション「Anime Friends 2018」テーマ曲[7][9]。
アルバム序盤から収録されているインストゥルメンタルは、この楽曲のメロディを用いたもの[7]。
『Anime Friends 2018』では2回演奏され、アンコールで演奏された2回目では松澤由美と共演した[10]。
16. いいじゃん
10thシングル『いいじゃん/factor』の1曲目。
アルバム制作において最初に出来た楽曲[7]。

## 参加ミュージシャン
- 西村晋弥：ボーカル、ギター、キーボード・ハーモニカ（＃13）
- KABA_3：ベース、ラップ
- 山田雅人：ドラムス、コーラス、キーボード・ハーモニカ（＃13）
- つるうちはな（花とポップス）：ピアノ（＃1,8,9,11,12,14,16）、コーラス（＃11）
- 岡愛子（BimBamBoom）：ギター（＃1,8,9,11,12,14,16）
- ハマザキフツエ：リコーダー（＃4）